# The First Family
The First Family fue una serie de televisión estadounidense en formato Sitcom que debutó en first-run syndication en los Estados Unidos el 22 de septiembre de 2012. Creada por Byron Allen y producida por la productora de Allen Entertainment Studios, la serie (junto con el Mr. Box Office, que debutó el mismo fin de semana y también es producido por Entertainment Studios) es la primera comedia de situación en transmitirse en primera distribución desde la cancelación en 2000 de Malibu, CA.

## Sinopsis
La serie se centra en William Johnson (Christopher B. Duncan), un demócrata que intenta equilibrar su vida familiar con su esposa Katherine (Kellita Smith) y sus dos hijos y dos hijas mientras se adaptan a vivir en la Casa Blanca, mientras mantienen su deberes como el segundo afroamericano y el 45.º presidente de los Estados Unidos. William, a su vez, también tiene que tratar con otros miembros de la familia, incluidos su padre Alvin (John Witherspoon) y su bulliciosa cuñada Pauletta (Jackée Harry), quienes a pesar de sus constantes disputas a veces se asocian para diversos planes.

## Elenco y personajes

### Personajes principales
- Christopher B. Duncan como Presidente William Johnson.
- Kellita Smith como Katherine Johnson.
- Jackée Harry como Pauletta Birdsong.
- Michael D. Roberts como Bernard.
- Khylin Rhambo como Charles Johnson.
- Yara Shahidi (episodios 1-23) como Chloe Johnson.
- Sayeed Shahidi (episodios 1-23) como Lucas Johnson.
- Layla Crawford como Olivia Johnson.
- John Witherspoon como Alvin Johnson.

### Personajes recurrentes
- Gladys Knight como Abuela Carolyn Johnson.
- Marla Gibbs como Abuela Eddy.
- Lee Reherman como Agente Hardison.
- John Eric Bentley como Agente Hill.

## Producción
The First Family se distribuye principalmente a las estaciones afiliadas a The CW y MyNetworkTV y a las estaciones independientes para su emisión en los horarios de mayor horario de los fines de semana. Se suponía que la serie produciría un total de 104 episodios, tomando prestado un orden de episodios similarmente formateado como varias comedias de situación producidas y distribuidas por Debmar-Mercury, como House of Payne y Anger Management de Tyler Perry (aunque los mencionados programas Debmar-Mercury produjeron bajo un modelo de sindicación donde los programas fueron vendidos a redes de cable con un pedido inicial de diez episodios, y obtuvieron un pedido adicional de al menos 90 episodios si la serie fue exitosa). La serie, que se vendió como parte de un bloque de comedia de dos horas con el Sr. Box Office, fue inicialmente recogida por estaciones propiedad de Tribune Broadcasting, Weigel Broadcasting y CBS Television Stations; en mayo de 2012, el programa se había vendido a estaciones en mercados que abarcaban aproximadamente el 85% de los Estados Unidos.
Aunque la serie se centra en un presidente afroamericano y su familia, el creador del espectáculo y productor ejecutivo Byron Allen niega que el expresidente de los EE. UU. Barack Obama y su familia hayan sido la base de la familia Johnson en la serie, señalando las principales diferencias entre el programa La familia Johnson y la familia real de Obama: el personaje de William Johnson está escrito como el 45.º presidente (así, en este universo ficticio, Johnson es el sucesor de Obama, ya que Obama es el 44.º presidente), los Johnson se mudaron a Washington desde Detroit ( la familia Obama residió en Chicago antes de la presidencia), la familia de la serie tiene cuatro hijos (dos hombres y dos mujeres, mientras que Barack y Michelle Obama tienen dos hijas) y que el perro de la familia es un Golden Retriever (a diferencia de un perro de agua  portugués).

## Sindicación
El 4 de abril de 2013, Centric adquirió los derechos de sindicación por cable a todos los episodios pasados y futuros de The First Family, junto con Mr. Box Office, y se espera que ambas series comiencen a transmitirse en el canal a partir del 19 de abril de 2013.